# Hendrick Munnikhoven

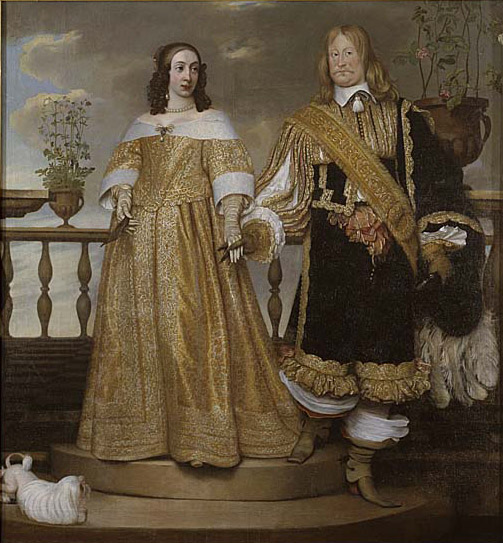
Magnus Gabriel De la Gardie with his spouse Maria Eufrosyne of Pfalz-Zweibrücken, the sister of King Charles X of Sweden. Painting from 1653 by Hendrik Munnichhoven.

Hendrick Munnikhoven (zelfs Hendrik Münnichhoven, Munnekus, Munnikus en Monnickes) was een Nederlandse kunstschilder. Hij werd waarschijnlijk geboren in Utrecht en stierf in augustus 1664 in Stockholm. In 1650 werd hij ingehuurd door koningin Christina I van Zweden. Munnikhoven was vooral actief als een kopiist van werken van andere kunstenaars.
Hij is bekend onder de naam Munnekus of Munniks in de Nederlandse archieven. Munniks werd meester in het Utrechtse Gilde van Sint Lucas in 1627 of 1633 en hoofdman in 1643. Daarmee werd hij op opvolger van Joost Cornelisz. Droochsloot. In hetzelfde jaar verhuisde hij naar Den Haag waar hij werkte als hofschilder van prins Frederik Hendrik onder of met Gerrit van Honthorst.
In 1648 verliet hij Nederland en trad in dienst bij Magnus Gabriel De la Gardie. In november van dat jaar was hij in Praag, waar de Praagse burcht werd leeggeroofd door de Zweedse veldheren.
Hij maakte diverse portretten van hem en zijn familie. Nadat koningin Christina in 1654 troonsafstand had gedaan, trad hij in dienst bij Karel X Gustaaf van Zweden en portretteerde in de daaropvolgende jaren de koning en zijn echtgenote Hedwig Eleonora van Sleeswijk-Holstein-Gottorp.
In 1660 verhuisde hij naar Riga, maar zijn verblijf was van korte duur. Munnikhoven keerde terug naar Stockholm, waar hij stierf in 1664. Zijn oudere zus Barbara Swever nam zijn schilderswinkel over.

## Werken
Tot zijn beroemde schilderijen behoren een Venus die werd geschilderd voor prins Frederik Hendrik. Hoewel zijn Nederlandse productie grotendeels verloren is gegaan, wordt hij gerekend als een prominent schilder. In 1638 was hij bezig aan een "aandachtig" manshoofd. Tot zijn Zweedse productie, waaronder drie grote schilderijen voor De la Gardie, behoort een schilderij van Hercules, Venus en Cupido. Hoewel deze werken verloren zijn gegaan, zijn er een aantal portretten van Munnichhoven overgebleven, evenals kopieën van anderen werken; een van zijn kopieën van schilderijen David Becks Magnus Gabriel De la Gardie is te zien op Slot Gripsholm. Munnikhoven signeerde zijn werk niet.